# Gårdsjön, Gästrikland
Gårdsjön är en sjö i Hofors kommun och Sandvikens kommun i Gästrikland och ingår i Gavleåns huvudavrinningsområde. Sjön är 17 meter djup, har en yta på 0,411 kvadratkilometer och är belägen 199,1 meter över havet. Vid provfiske har abborre, gädda, mört och siklöja fångats i sjön.

## Delavrinningsområde
Gårdsjön ingår i det delavrinningsområde (672007-153031) som SMHI kallar för Utloppet av Gårdsjön. Medelhöjden är 210 meter över havet och ytan är 1,71 kvadratkilometer. Det finns inga avrinningsområden uppströms utan avrinningsområdet är högsta punkten. Vattendraget som avvattnar avrinningsområdet har biflödesordning 4, vilket innebär att vattnet flödar genom totalt 4 vattendrag innan det når havet efter 68 kilometer. Avrinningsområdet består mestadels av skog (75 procent). Avrinningsområdet har 0,41 kvadratkilometer vattenytor vilket ger det en sjöprocent på 23,9 procent.